# فرضيات الاحتمال
بدهيات نظرية الاحتمال الأساسية «Axioms Of Probability»
«برتراند راسل» في «المعرفة الإنسانية» والذي نقل بدوره عن «تشارلي دنبر برود»«Charlie Dunbar Broad» في مجلة «العقل» ست بدهيات لنظرية الاحتمال.
- احتمال «A» و«B» - حال تحققهما معا - يرمز له ب
- احتمال«A» و«B»- حال تحقق احدهما - يرمز له ب

وما يهمنا أساسا في البدهيات هو معرفة ان:
- افتراض «A» و«B» يعني ان هناك قيمة واحدة فقط ل«A/B»، وعليه نستطيع ان نتحدث عن احتمال «A» على أساس «P(A)=1-P(B)» «B ».
- احتمال وقوع الحدث الاكيد = 1.
- احتمال وقوع الحدث المستحيل = «0».
- إذا كان الحدث «A» مجموعة جزئية من الفضاء العيني «S» فان: PA=A/P

## «بدهية الاتصال»
Conjunctive Axiom
يرجع الفضل في صياغة هذا المبدا إلى الدكتور تشارلي دنبر برود أستاذ الفلسفة في جامعة كمبردج.
ومفاده اننا إذا أردنا معرفة قيمة احتمال حدثين معا (حدث «A» وحدث «B») فاحتمالهما معا يساوي حاصل ضرب احتمال حدث (A) في احتمال حدث (B) على تقدير وقوع (A). ويرمز لذلك ب:
{\displaystyle P(A\cap B)=P(A)\cdot P(B\vert A).\,}
أما إذا كان «A» و«B» حدثين مستقلين، فهذا يعني ان
{\displaystyle P(A\cap B)=P(A)\cdot P(B).\,}

### امثلة توضيحية

#### المثال الأول
لو أردنا حساب درجة احتمال تفوق الطالب «A» بالمنطق والرياضات معا، وجب علينا ضرب احتمال تفوقه في المنطق باحتمال ان يكون متفوقا في الرياضيات بعد كونه متفوقا في المنطق.

#### المثال الثاني
إذا كان لدينا اناء به 12 كرة، 5 منها لونها أحمر، و 4 لونها أخضر، و 3 لونها أصفر، ولم تكن الكرات موزعة بطريقة تقوي احتمال اختيار احداها كيفيا، واخترنا من المجموع 3 كرات عشوائيا، بان كانت النتيجة اننا اخرجنا من الوعاء ثلاث كرات بقيت جميعا خارج الوعاء. فما هو احتمال ان تكون الكرات كلها حمراء؟ والجواب: اما احتمال ان تكون الكرات كلها حمراء، فبدهية «الاتصال» تتكفل بذلك فنقول:
ان احتمال وقوع «A» مع «B» مع «C» على التوالي يساوي: احتمال وقوع «A» × (احتمال وقوع «B» بعد تحقق «A»)؛ (احتمال وقوع «C» بعد تحقق (A) و (B)).
ويكون احتمال كونها جميعا حمراء = احتمال ان تكون الأولى حمراء × احتمال ان تكون الثانية حمراء بعد كون الأولى حمراء × احتمال ان تكون الثالثة حمراء بعد كون الأولى والثانية حمراوين.
ولا يخفى ان:
1 - احتمال كون الأولى حمراء == (عدد الكرات الحمراء / عدد مجموع الكرات) == (5/12).
2 - احتمال كون الثانية حمراء = (عدد الكرات الحمراء بعد اختيار الكرة الأولى / عدد مجموع الكرات بعد اختيارالكرة الأولى)= (4/11).
3 - احتمال كون الثالثة حمراء = (عدد الكرات الحمراء بعد اختيار الكرتين الأولى الثانية / عدد مجموع الكرات بعداختيار الكرتين الأولى والثانية): (3/10).
{\displaystyle P(A\cap B\cap C)\,}
1/22=(60/1320)== 3/10 * 4/11 * 5/12 ==

## «بدهية الانفصال»
«Disjunctive Axiom»
وكذلك يرجع الفضل في صياغة هذا المبدا إلى الدكتور تشارلي دنبر برود.
ومفاد هذه البدهية ان درجة احتمال ان يتصف «A» بواحدة على الاقل من صفتي «B» و«C» هي درجة احتمال اتصاف «A» ب «B» وحدها + احتمال اتصاف «A» ب «C» وحدها - احتمال اتصاف «A» ب «B» و«C» معا.
ويرمز لذلك ب:
{\displaystyle P(A\cup B)=P(A)+P(B)-P(A\cap B).\,}
وقد تقدم ان بدهية الاتصال تتكفل بتحديد احتمال اجتماع «A» و«B» والمشار اليه باحتمال A Ç B.
ملاحظتان مهمتان:
1 - لو كان الحدثان منفصلين:
{\displaystyle P(A\cup B)=P(A)+P(B)-P(A)\cdot P(B).\,}
2 - في بدهية الانفصال ذكرنا احتمال اتصاف «A» ب «B» وحدها وكذلك الامر بالنسبة إلى «C» وهذا يعني اننا ناخذ بعين الاعتبار كلا الاحتمالين في نفسيهما، بغض النظر عن تحقق الحدث الآخر. وهذا ما اشار اليه «رسل» في «المعرفة الإنسانية».

### امثلة توضيحية

#### المثال الأول
والمثال القريب من المثال المتقدم في «بدهية الاتصال» هو اننا لو أردنا معرفة درجة احتمال ان يكون الطالب متفوقا في المنطق «أو» الرياضيات، جمعنا درجة تفوقه في الرياضيات مع درجة احتمال تفوقه في المنطق، وطرحنا من ذلك درجة احتمال تفوقه فيهما معا التي تحددها بدهية الاتصال، فيكون الناتج هو درجة احتمال تفوقه في احدهما.

#### المثال الثاني
مثال «برتراند رسل»:
إذا سحبنا بطاقتين من 52 بطاقة نصفها أحمر والنصف الآخر أسود، فان احتمال خروج إحدى البطاقتين على الاقل حمراء = احتمال خروج الأولى حمراء + احتمال خروج الثانية كذلك - احتمال خروجهما معا كذلك:
(26/52+51/25)-(52/26×51/25) [على ما تحدده بدهية الاتصال]
- 102/25 == 2/1 + 2/1 - (2/1×51/25) == 1

#### المثال الثالث
إذا سحبنا كرتين من وعاءين (من كل وعاء كرة)، في الأول منهما 8كرات بيضاء وكرتان سوداوان، وفي الثاني 6 كرات بيضاء و 4 كرات سوداء، فان درجة احتمال كون احداهما على الاقل بيضاء == احتمال كون الأولى بيضاء + احتمال كون الثانية كذلك - احتمال كونهما معا كذلك == 10/8 + 10/6 - 10/(6×8)48=100/92.

#### المثال الرابع
مثال إذا كانت لدينا حقيبتان تحتوي الحقيبة الأولى على 5 كرات زرقاء وخمس كرات صفراء، وتحتوي الحقيبة الثانية على 6كرات زرقاء واربع كرات صفراء، وقمت بسحب كرتين: واحدة من الحقيبة الأولى وأخرى من الحقيبة الثانية، فما هي درجة احتمال ان تخرج احداهما زرقاء؟
الجواب == ان احتمال خروج احداهما زرقاء == احتمال خروج الأولى زرقاء + احتمال خروج الثانية زرقاء - احتمال خروجهما معا زرقاوين
8\10 == 3\10 - 6\10 + 5\10 == (6/10*5/10) - 6/10 + 5/10

### مسالة الحوادث الثلاث
وهي تناقش مالو كانت ثلاث حوادث تحدث معا، وأردنا معرفة احتمال وقوع حدث على الاقل من بين ثلاثة حوادث، وذلك لان احتمال أحد الحوادث على الاقل يعني:
{\displaystyle P(A\cup B\cup C)=P[A\cup (B\cup C)]=P(A)+P(B\cup C)-P[A\cap (B\cup C)]\,}
```
(على ما تقدم في بدهية الانفصال)
```

{\displaystyle P(C)+P(B)+P(A)-P(B\cap C)-P(A\cap C)-P(A\cap B)+P(A\cap B\cap C)=P(A)+[P(B\cap C)-P(C)+P(B)]-P[(A\cap B)\cup (A\cap C)]\,}
لكن لا باس على أي حال بتقريب الفكرة بمثال:
مثال: إذا كان لدينا وعاء فيه ست طابات حمراء واربع صفراء، واخترنا عشوائيا منها ثلاثا، فما هو احتمال خروج طابة حمراء على الاقل من الطابات الثلاث؟
الجواب: الصياغة الأخرى للمسالة المذكورة، هي محاولة معرفة احتمال ان تكون الطابة الأولى حمراء أو الطابة الثانية اوالطابة الثالثة، وحلها كالتالي:
{\displaystyle (P(C)=P(B)=P(A.\,}
3/5=6/10=6/(6+4)=
ومرد تساوي الاحتمالات إلى ان (P(A و (P(B و (P(C تعني أخذ الاحتمالات بحد نفسها، وبغض النظر عن الأخرى.
{\displaystyle P(B\cap C)=Pr(A\cap C)=Pr(A\cap B)\,}
1/3=30/90=5/9*6/10=
ووجهه انها كلها ترمز إلى أخذ احتمال تحقق احدها بعد تقديرتحقق الآخر.
{\displaystyle P(A\cap B\cap C)\,}
1/6=120/720=4/8×5/9×6/10=
إذا: احتمال خروج طابة حمراء على الاقل من الطابات الثلاث المختارة يساوي
30/29.
التاكد من نتيجة «بدهية الانفصال» بواسطة «بدهية الاتصال»:
وللتاكد من هذه النتيجة، يمكن الاستعانة ببدهية الاتصال، حيث نحسب احتمال خروج الطابات كلها صفراء ونطرح هذا الاحتمال من «واحد» (1) الذي هو احتمال الحدث الاكيد للطرف الآخر - اعني الطابات الحمراء -، وذلك لان «خروج الطابات كل ها صفراء» و«خروج واحدة حمراء على الاقل» عبارة عن حدثين متضادين يساوي مجموعهماواحدا كما تقدم.
- احتمال خروج الطابات كلها صفراء=4/10×9/3×2/8=30/1
- احتمال خروج طابة على الاقل حمراء=1-30/1=30/29، وهو ما توصلنا اليه اعلاه.

## خلاصة إجراء قواعد الاحتمال
1 - بملاحظة تكرار الحوادث:
اما بملاحظة تكرار الحوادث فان قياس الاحتمال تارة يكون في الحوادث البسيطة وأخرى في الحوادث المركبة:
1 - قياس الاحتمال في الحوادث البسيطة:
«بصفة عامة نقول ان درجة احتمال وقوع حدثة ما، هي كسر بسطه واحد ومقامه عدد الممكنات». لكن بشكل اعم، يمكن الاستعانة بقاعدة عامة تجري غالبا وهي:
```
احتمال (A)= عدد الحالات المتوفرة ل«A» / عدد الحالات الممكنة ل«A».
```

2 - قياس الاحتمال في الحوادث المركبة أو الاحتمال الشرطي: ان قياس الاحتمال في الحوادث المركبة يتخذ إحدى صيغتين تقدمتا معنا مفصلا، وهما عبارة عن بدهيتي «الاتصال» و«الانفصال».
2 - بملاحظة طريقة الحدوث:
اما بلاحظة طريقة الحدوث، فاننا على ما تقدم استعنا تارة 
بقاعدة الجمع، وأخرى بقاعدة الضرب:

### قاعدة الجمع
تستخدم قاعدة الجمع لقياس قيمة احتمال إحدى الحوادث بالنسبة إلى الأخرى وهي تعتمد أساسا على بدهية الانفصال. وقد ذكرنا انها تجري فيما لو كنا نريد قياس احتمال أحد الحدثين أو الحوادث على الاقل، وقلنا بان:
احتمال وقوع الحدثين يرمز له ب
<A \cap B </math <>.
احتمال وقوع أحد الحدثين: احتمال وقوع الحدث الأول + احتمال وقوع الحدث الثاني - احتمال وقوعهما معا (اماحتمال وقوعهما معا فتتكفل بدهية الاتصال بتحديده).
أو قل بعبارة أخرى:
احتمال وقوع إحدى الحوادث = مجموع احتمالات وقوعها - احتمال انضمامها.
وان الحدثين لو كانا منفصلين، فان احتمال وقوعهما معامستحيل (يساوي صفرا)، الامر الذي يعني ان احتمال وقوع أحد الحدثين = احتمال وقوع الحدث الأول + احتمال وقوع الحدث الثاني.

### قاعدة الضرب
تستخدم قاعدة الضرب لقياس قيمة احتمال اجتماع حدثين معا، وهي تعتمد أساسا على بدهية الاتصال.و قدذكرنا انها تجري فيما لو كنا نريد قياس احتمال وقوع الحدثين معا.
وقلنا بان:
1 - احتمال وقوع أحد الحدثين.
2 - احتمال وقوع الحدثين معا= احتمال وقوع الحدث الأول× احتمال وقوع الحدث الثاني بعد تحقق الأول.
3 - وان الحدثين لو كانا مستقلين، فلا معنى لتحقق احدهما بشرط تحقق الآخر الامر الذي يعني ان:
(احتمال اجتماعهما: احتمال تحقق الأول؛ احتمال تحقق الثاني).